# Projeto Ara

Os smartphone do Projeto Ara são compostos de módulos montados em armações de metal.

Projeto Ara foi o nome de código para uma iniciativa da Google, que tinha como objetivo desenvolver uma plataforma aberta, com hardware livre para a criação de smartphones altamente modulares. A plataforma iria incluir um quadro estrutural, uma espécie de esqueleto que conteria os módulos que iram formar os smartphones como o proprietário querer. Módulos como monitor, teclado ou uma bateria extra. A partir disto, os usuários poderiam trocar os módulos com defeito ou componentes mais velhos, assim proporcionando ciclos de vida mais longos para o aparelho e, potencialmente, reduzir o desperdício eletrônico. O primeiro modelo do telefone modular estava programado para ser lançado em janeiro de 2015 e deveria custar cerca de US $50 dólares.
O projeto apareceu pela primeira vez em outubro de 2013, ainda sob a tutela da unidade móvel da Motorola. Contudo, a empresa americana foi pelo Google vendida para a Lenovo em 29 de janeiro por US$ 3 bilhões. O Google Atap, originalmente era da Motorola e foi uma das poucas partes da empresa que ficou com o Google após a venda.
O projeto foi descontinuado em setembro de 2016.

## Estrutura e características
| Endoesqueleto | Tamanho           | Slots traseiros |
| ------------- | ----------------- | --------------- |
| Mini          | 45 x 118 x 9.7 mm | 2 x 5           |
| Medium        | 68 x 141 x 9.7 mm | 3 x 6           |
| Large         | 91 x 164 x 9.7 mm | 4 x 7           |

Os celulares Ara são construídos utilizando módulos que são inseridos em um endoesqueleto de metal, que é essencialmente a coluna vertebral do telefone. Os painéis de base são atualmente produzidos exclusivamente pela Google.
Haverá dois tamanhos de esqueletos disponíveis no início: o "mini", um esqueleto com um tamanho aproximado de um Nokia 3310, e "medium", com o tamanho aproximado de um LG Nexus 5. No futuro, um esqueleto intitulado "large" com o tamanho de um Samsung Galaxy Note 3 estará disponível. O primeiro modelo terá uma aparência genérica – para estimular sua personalização. Os endoesqueletos têm fendas na parte da frente para a tela e outros módulos. Na parte traseira são slots adicionais para os módulos. Cada módulo deverá custar cerca de U$ 15 dólares.
Estes módulos receberam duas classificações, A e B. "A" são os fundamentais, necessárias para o funcionamento do smartphone, tais como processador, memória RAM, display, bateria. "B" são os opcionais que podem ser removidas ou adicionadas e o dispositivo continuará funcionando normalmente, tais como: câmera, wi-fi, alto-falantes, espaço de armazenamento e outros.
Os módulos podem fornecer recursos de smartphones comuns, tais como câmeras e alto-falantes, mas também pode fornecer recursos mais especializados, tais como dispositivos médicos, impressoras de recibos, ponteiros laser, mini projetores, sensores de visão noturna, ou botões para controlar jogos. Cada slot no endoesqueleto aceitará qualquer módulo do tamanho correto. Os slots da frente são de várias alturas e ocupam toda a largura da moldura. Os slots traseiros vêm em tamanhos padrão de 1x1, 1x2 e 2x2. O dispositivo possuirá módulos em hot swapping, ou seja, esses componentes poderão ser removidos sem desligar o telefone. Serão usados ímãs eletropermanentes, que não só serão usados para manter os módulos no lugar, mas como também como um interruptor, permitindo que o usuário facilmente ligue ou desligue os módulos.
Módulos estarão disponível tanto em uma loja oficial do Google e em lojas de terceiros. Telefones Ara só aceitarão módulos oficiais por padrão de fabrica, mas os usuários podem alterar a configuração do software para permitir os módulos não-oficiais. Esta é semelhante à forma como lida com as instalações de aplicativos no Android.

## Equipe do projeto
Projeto Ara foi desenvolvido e é liderada por Paul Eremenko. O grupo responsável pelo desenvolvimento destes projetos na Motorola, chamado Advanced Technology and Projects (Grupo de Tecnologia e Projetos Avançados), permanecerá comandado pelo Google, com a liderança da ex-diretora da Darpa (Agência de Projetos de Pesquisa Avançadas para Defesa dos EUA) a Regina Dugan. A equipe de projeto Ara do núcleo no Google consiste em três pessoas, com a maior parte do trabalho está sendo feito por fornecedores externos contratados. Um dos principais contratantes é NK Labs, uma empresa de engenharia com sede em Massachusetts.
A dupla de engenheiros Seth Newburg e Ara Knaian (o projeto já se chamava Ara antes de Knaian se juntar ao time) foram chamados da agência NK Labs com a função de juntar as peças e criar um protótipo apresentável. Outro aliado é Jeff Blank, vice-presidente de engenharia da 3D Systems, uma das mais importantes empresas de impressão 3D. Como se trata de um projeto remodelável, contar com empresas cujos maquinários imprimem qualquer coisa, a partir de variados materiais, independente do seu formato, é bastante vantajoso.

## História

### Desenvolvimento
Antes da aquisição da Motorola Mobility, em 2011, o Google já havia adquirido algumas patentes relacionadas a telefones móveis modulares de empresa israelense Modu. Exploração inicial teórica desse conceito começou em 2012 ea obra começou em 1 de abril de 2013. O designer holandês Dave Hakkens anunciou o conceito independente do telefone modular Phonebloks em setembro de 2013. Motorola publicamente anunciado projeto Ara em 29 de outubro de 2013 e disse que vão trabalhar em colaboração com Phonebloks. Motorola foi em uma viagem de 5 meses aos Estados Unidos em 2013 chamado "MAKEwithMOTO" para medir o interesse do consumidor em telefones personalizados.
A Conferência de Desenvolvedores foi composta por um walk-through detalhando os recursos existentes e previstos da plataforma Ara, um briefing e sessões de feedback da comunidade sobre o MDK alpha, e um anúncio de uma série de desafios de prêmios para desenvolvedores do módulo. Esta primeira versão do MDK conta com uma implementação do protótipo da rede Ara no dispositivo utilizando o protocolo MIPI Unipro implementado em FPGA e mais de uma camada física LVDS. Versões posteriores em breve serão construídas em torno de uma implementação muito mais eficiente e maior desempenho ASIC de Unipro, sobre uma camada física capacitiva M-PHY.
Em 2 de setembro de 2016 o projeto foi descontinuado.

### Eventos
Em 15-16 de abril o Google lançou o kit de desenvolvedor do Projeto Ara. Mais de 3.300 desenvolvedores compareceram na conferencia. Lançamento comercial estava previsto para o 1º trimestre de 2015.